# Kartuizerinnenkerk
De Kartuizerinnenkerk of Militaire kapel is gelegen in de Kartuizerinnenstraat in de Belgische stad Brugge.

## Geschiedenis
In 1580 verlieten de kartuizerinnen hun klooster Sint-Anna-ter-Woestijne in Sint-Andries vanwege de onveiligheid tijdens de godsdienstoorlogen en ze vestigden zich in de gebouwen die ze in 1575 hadden aangekocht.
In 1611-1614 werd het bouwvallige huis genaamd het "root casteel" gesloopt. Het maakte deel uit van het domein dat behoorde aan de kartuizerinnen. In de plaats werd een kerk gebouwd door meester-metselaar Ghysbrecht Vleesch en meester-timmerman Jan Ponsseel. De kerk had een houten gewelf op laatgotische ribben en spitsboogvensters met gotisch traceerwerk.
In 1652-1653 werd een nieuwe klok geplaatst in de klokkentoren van de kerk. In 1715-1716 werden door meester-metselaar F. Feijts, de gotische spitsboogvensters van de kerk aan de heersende stijl aangepast, met natuurstenen omlijstingen en voorzien van glas-in-loodramen met ijzeren harnas. Het houten gewelf werd vervangen door gemetselde en bepleisterde koepelgewelven. Het interieur kreeg een nieuwe opsmuk, onder meer lambriseringen, een marmeren vloer, borduurwerk en zilverwerk.
In 1783 werd het klooster door keizer Jozef II afgeschaft. Na zijn dood poogden vijf van de kartuizerinnen het gemeenschappelijk kloosterleven te hervatten, maar in 1796 werd het klooster definitief opgeheven en als nationaal goed verkocht.
In 1824 werd de eigendom door de jonge congregatie van de Zusters van Liefde van Jezus en Maria, een stichting van kanunnik Petrus Jozef Triest, aangekocht. Ze organiseerden er een verzorgingstehuis voor ongeneeslijke zieken. Rond 1830-1840 werden de Burgerlijke Godshuizen eigenaar, maar bleven de religieuzen hun activiteiten verder zetten. In 1892 verhuisden ze naar de grote nieuwe kliniek aan het Minnewater en de gebouwen in de Kartuizerinnenstraat werden de zetel van de Burgerlijke Godshuizen en van de Armenkamer. Vanaf toen werd de kerk ter beschikking gesteld van de Belgische legereenheden die in Brugge gekazerneerd waren. 
Na de Eerste Wereldoorlog werd de kerk ingericht als mausoleum voor de gesneuvelden en de oorlogsslachtoffers. Een crypte werd gebouwd onder het bij die gelegenheid verhoogde koor, met een graftombe voor de onbekende soldaat. Aan de noordgevel werden zeven gedenkplaten met namen van de Brugse militaire en burgerlijke oorlogsslachtoffers aangebracht. Na de Tweede Wereldoorlog werden nog twee gedenkplaten toegevoegd, ter nagedachtenis van de slachtoffers van deze oorlog.
Klooster en kerk zijn beschermd als monument sinds 2002.